# Balandin (Mondkrater)
Balandin ist ein kleiner Einschlagkrater auf der Rückseite des Mondes und kann deshalb von der Erde aus nicht direkt beobachtet werden. Er liegt nahe dem östlichen Rand innerhalb des Kraters Gagarin.
Balandin ist kreisförmig und besitzt einen kleinen Kraterboden. Im Osten und Westen grenzen geringfügig kleinere Krater an. Ansonsten ist die Formation wenig auffällig und gleicht einer Vielzahl anderer kleiner Krater, die über die Mondoberfläche verstreut sind.